# Brunk Meyer

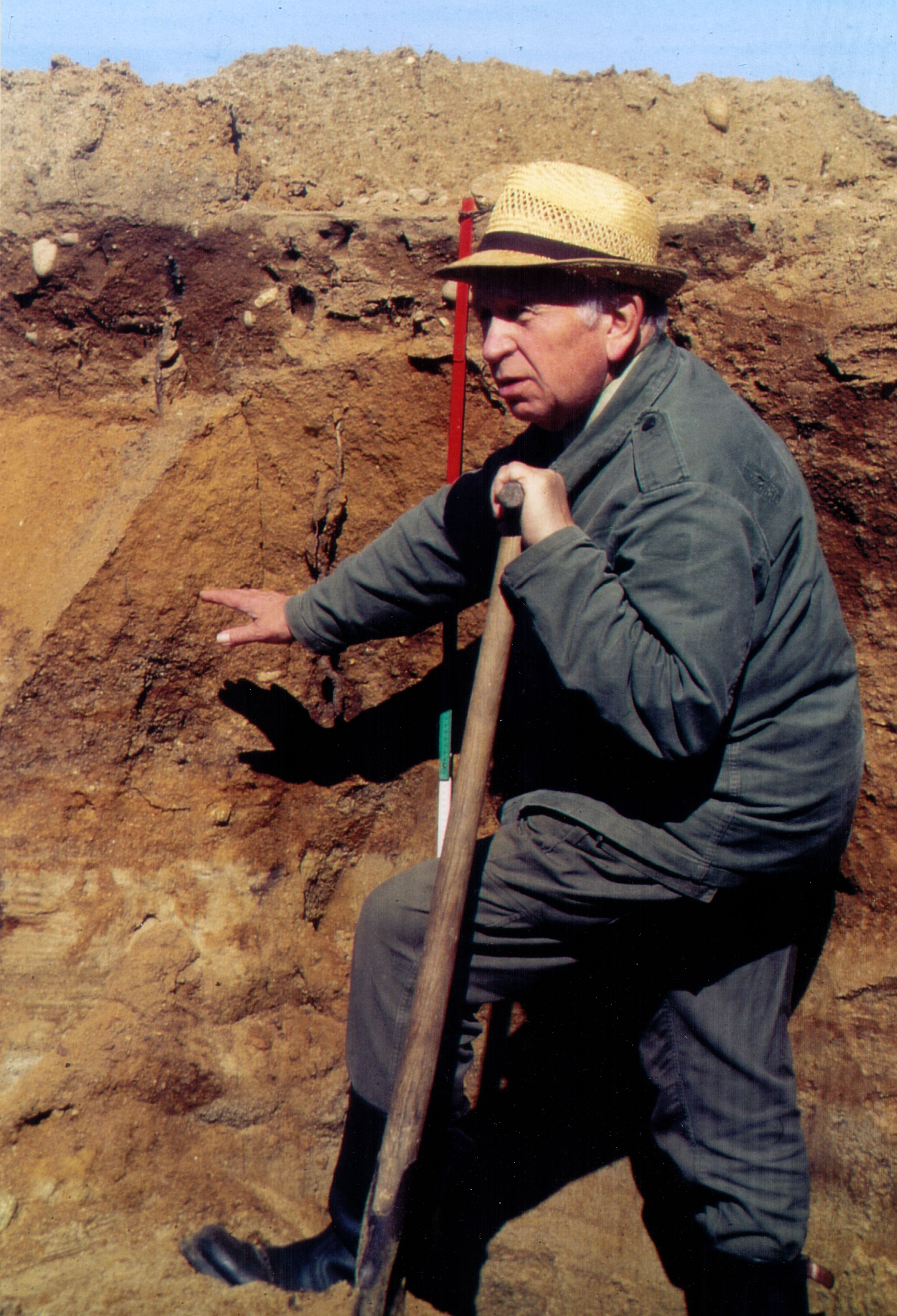
Brunk Meyer

Brunk Meyer (* 26. Juni 1929 in Berlin; † 1. September 2005 in Göttingen) war ein deutscher Bodenkundler. We lehrte von 1967 bis 1997 als ordentlicher Professor am Institut für Bodenkunde der Georg-August-Universität Göttingen.

## Lebensweg
Brunk Meyer, Sohn des Studienrates Friedrich Meyer, besuchte bis 1943 das Hohenzollern-Gymnasium in Berlin-Schöneberg. Bedingt durch die Kriegsereignisse lebte er in den folgenden Jahren in Brunkensen (Südniedersachsen), der Heimat seiner Großeltern. Er absolvierte eine landwirtschaftliche Lehre, arbeitete als Volontärverwalter und bestand 1950 in Alfeld (Leine) das Abitur. Nach einem einsemestrigen Studium der Geologie an der Technischen Universität Braunschweig wechselte er im gleichen Jahr an die Universität Göttingen und studierte Landwirtschaft. Noch während des Studiums fand er im Agrikulturchemischen und Bodenkundlichen Institut seine wissenschaftliche Heimat.
Nach der Prüfung zum Diplom-Landwirt promovierte Meyer 1955 bei Fritz Scheffer mit einer Dissertation über die bodenkundlichen Verhältnisse in Südniedersachsen an der Landwirtschaftlichen Fakultät der Universität Göttingen zum Dr. sc. agr. Als wissenschaftlicher Assistent und Oberassistent blieb er weiter am Institut tätig. 1964 habilitierte er sich mit mehreren Arbeiten über Bodenentwicklung und Stratigraphie in Lösslandschaften. Im Zusammenhang mit Strukturveränderungen an der Landwirtschaftlichen Fakultät der Göttinger Universität ist das Agrikulturchemische und Bodenkundliche Institut 1965 aufgegliedert worden in ein Institut für Agrikulturchemie und in ein Institut für Bodenkunde. Als Nachfolger von Fritz Scheffer wurde Meyer 1967 auf den Lehrstuhl für Bodenkunde berufen und ihm die Leitung des Instituts für Bodenkunde übertragen. 1997 wurde Meyer emeritiert, leitete das Institut jedoch noch bis ins Jahr 2000 weiter, indem er sich selbst vertrat.
Brunk Meyer war verheiratet mit Ursula Meyer, geborene Tretrop. Seine letzte Ruhestätte fand er auf dem Friedhof seines Wohnorts Göttingen-Herberhausen.

## Forschung und Lehre
In der Forschung und in der Lehre vertrat Meyer alle Teilgebiete des Faches Bodenkunde, also Bodengenetik, Bodengeographie, Bodenphysik, Bodenchemie, Bodenbiologie, Bodenmineralogie, Bodenhydrologie und als angewandte Bodenkunde alle Bereiche der für die Pflanzenproduktion wichtigen Standortlehre. Bei seinem umfassenden Disziplinverständnis war es folgerichtig, dass er 1977 den Namen seines Instituts in „Institut für Bodenwissenschaften“ änderte.
Bei seiner Forschungstätigkeit sind drei Schwerpunkte sichtbar: in den ersten fünfzehn Jahren standen Fragen zur Bodenentwicklung, besonders auf Löss, im Vordergrund. Dann kamen Probleme der Nährstoffdynamik hinzu. Etwa seit 1980 galt sein Interesse verstärkt der im Landbau immer noch aktuellen Stickstoff-Frage und der Erstellung von Stickstoffbilanzen. In Weiterführung dieser Forschungsarbeiten haben mehrere seiner Schüler Ingenieurbüros gegründet und in Norddeutschland eine erfolgreiche Wasserschutzgebietsberatung aufgebaut. Während seiner Amtszeit betreute Meyer 362 Diplomarbeiten und 100 Dissertationen. Zehn seiner Schüler habilitierten sich.
Meyer war ein begeisterter und begeisternder Hochschullehrer. Die Teilnahme an seinen didaktisch hervorragend konzipierten Vorlesungen war für alle Studierenden an der Göttinger Landwirtschaftlichen Fakultät „ein absolutes Muss“. Noch mehr galt das für seine legendären Exkursionen in allen Teilen Deutschlands und in zahlreichen europäischen Ländern, die nicht nur Fachexkursionen, sondern durch die Einbeziehung kultureller Landschaftsaspekte für die meisten Teilnehmer zugleich disziplinübergreifende Bildungsreisen gewesen sind.
Wissenschaftliche Erkenntnisse der landwirtschaftlichen Praxis nahezubringen, war für Meyer eine Herzensangelegenheit. In ungezählten Vorträgen hat er vor Landwirten gesprochen und wiederholt auch in Landfunk-Sendungen regionaler Rundfunkanstalten zu aktuellen Problemen der Landwirtschaft Stellung bezogen. Meyer war ein engagiertes Mitglied in zahlreichen Fachgesellschaften und in naturwissenschaftlich orientierten Vereinigungen. Die "Göttinger Vereinigung naturforschender Freunde" ernannte ihn 2007 posthum zu ihrem Ehrenmitglied.
Aufbau und Struktur der Deutschen Bodenkundlichen Gesellschaft hat Meyer maßgebend mitgeprägt. Von 1955 bis 1976 war er Geschäftsführer dieser wissenschaftlichen Fachgesellschaft.

## Schriften
- Grundlagen und Ergebnisse einer Untersuchung der bodenkundlichen Verhältnisse in Südniedersachsen. Diss. agr. Göttingen 1955.
- Eiskeile in südniedersächsischen und nordhessischen Lößprofilen (gemeinsam mit H. Rodenburg). In: Heinrich Rodenburg: Zur Feinstratigraphie und Paläopedologie des Jungpleistozäns an südniedersächsischen und nordhessischen Lößprofilen. Catena-Verlag Cremlingen-Destedt 1979 = Landschaftsgenese und Landschaftsökologie Heft 3, S. 2–86.
- Die meisten wissenschaftlichen Arbeiten von Brunk Meyer und die in seinem Institut entstandenen Arbeiten seiner Schüler und Mitarbeiter sind publiziert in den Mitteilungen der Deutschen Bodenkundlichen Gesellschaft und in der Schriftenreihe Göttinger Bodenkundliche Berichte (Bd. 1–115, Jg. 1968–2002).